# Đoan Trang
Cao Thị Đoan Trang, artísticamente conocida como Đoan Trang, nacida el 4 de febrero de 1978 en Bình Dương, es una cantante de género pop contemporánea vietnamita.

## Discografía
Primer álbum
- Track listing
  - 01. Bốn Mùa Tình Yêu
  - 02. Em Vẫn Yêu Anh
  - 03. Hát Cho Tình Yêu
  - 04. Mắt Nhung
  - 05. Mùa Đông Đi Qua
  - 06. Sẽ Yêu Hơn Ngày Xưa
  - 07. Sao Anh Ra Đi
  - 08. Tuyết Rơi Mùa Hè
  - 09. Yêu Nhau Trong Mùa Xuân

Segundo álbumChocolate
- Track listing
  - 01. Bâng Khuâng
  - 02. Sôcôla (con Ha Okio[2])
  - 03. Tóc Hát
  - 04. Những Khi Ta Buồn
  - 05. Tia Nắng Bình Yên
  - 06. Tình Đến Một Ngày
  - 07. Hạnh Phúc Xa Vời
  - 08. Hãy Sống Với Con Tim
  - 09. Hãy Tin Ở Tim Mình
  - 10. Phố Mưa
  - 11. Bâng Khuâng [Versión Hiphop, con Ha Okio[2]
  - 12. Tóc Hát (Versión electrónica)

Tercer álbumSocodance
- Tracklisting
  - 01. Dừng Bước Giang Hồ
  - 02. Ngân Khúc Tango
  - 03. Tình Yêu Đến Trong Giã Từ
  - 04. Bước Nhảy Thiên Thần
  - 05. Em Vẫn Yêu Anh
  - 06. Dòng Sông Xanh
  - 07. Thu Ca
  - 08. Bước Chân Vui
  - 09. Rock'n Roll Cho Em

Cuarto álbum: Negative Proff

### Sencillos
Trái Tim Buồn
- Tracklisting
  - 01. Trái Tim Buồn
  - 02. Đến Bên Em
  - 03. Kỷ Niệm Ngày Thơ
  - 04. Ước Mộng

Dạ Khuc
- Tracklisting
  - 01. Intro
  - 02. Dạ Khúc feat. Hà Okio (Versión electrónica)
  - 03. Lời Dẫn 1
  - 04. Dạ Khúc (Versión acústica)
  - 05. Lời Dẫn 2
  - 06. Dạ Khúc feat. Hà Okio (Versión Hiphop)
  - 07. Lời Dẫn 3
  - 08. Dạ Khúc (Versión orquestal)
  - 09. Lời Dẫn 4
  - 10. Dạ Khúc (orquestal instrumental)
  - 11. Tiếng Yêu Thương
  - 12. Vì Em Chính Là Em